# II. třída okresu Louny
II. třída okresu Louny (Okresní přebor II. třídy) patří společně s ostatními druhými třídami mezi osmé nejvyšší fotbalové soutěže v Česku. Je řízena Okresním fotbalovým svazem Louny. Hraje se každý rok od léta do jara se zimní přestávkou. Účastní se ji 16 týmů z okresu Louny, každý s každým hraje jednou na domácím hřišti a jednou na hřišti soupeře. Celkem se tedy hraje 30 kol. Vítězem se stává tým s nejvyšším počtem bodů v tabulce a postupuje do I.B třídy Ústeckého kraje – skupiny A, B či C. Poslední dva týmy sestupují do III. třídy okresu Louny. Do II. třídy vždy postupuje vítězný tým z každé ze dvou skupin III. třídy (skupiny A a B).

## Vítězové
| Sezóna    | Vítěz                        |
| --------- | ---------------------------- |
| 2003/2004 | SK Slavětín                  |
| 2004/2005 | TJ Tatran Podbořany          |
| 2005/2006 | FK Postoloprty               |
| 2006/2007 | FK Louny „B“                 |
| 2007/2008 | TJ Sokol Lenešice            |
| 2008/2009 | SK Havran Kryry              |
| 2009/2010 | FK Blažim                    |
| 2010/2011 | SK Cítoliby                  |
| 2011/2012 | Sokol Velká Černoc           |
| 2012/2013 | TJ Tatran Podbořany          |
| 2013/2014 | FK Louny „B“                 |
| 2014/2015 | TJ Nové Sedlo                |
| 2015/2016 | TJ Středohor Dobroměřice „B“ |
| 2016/2017 | SK Černčice                  |
| 2017/2018 | TJ Sokol Lenešice            |
| 2018/2019 |                              |